# Simon Stone
Pour les articles homonymes, voir Stone.
Simon Stone, né le 19 août 1984 à Bâle (Suisse), est un réalisateur, scénariste et acteur australien.

## Biographie
En juillet 2017, Simon Stone crée, avec les comédiens du Toneelgroep Amsterdam, la pièce Ibsen Huis (La Maison d'Ibsen) qu'il a écrite, inspirée par l'œuvre d'Henrik Ibsen, présentée dans la cour du lycée Saint-Joseph, lors de la 71e édition du Festival d'Avignon.

## Filmographie

### Comme réalisateur
- 2013 : The Turning
- 2015 : The Daughter
- 2021 : The Dig

### Comme scénariste
- 2015 : The Daughter

### Comme acteur
- 2006 : Kokoda, le 39e bataillon (Kokoda) : Max Scholt
- 2006 : Jindabyne, Australie (Jindabyne) : Billy 'The Kid'
- 2008 : Nice Shootin' Cowboy : Cormac
- 2009 : The Balibo Conspiracy (Balibo) : Tony Maniaty
- 2010 : A Love Story : Robin
- 2010 : Blame : Nick
- 2011 : L'Œil du cyclone (The Eye of the Storm) : Peter
- 2012 : Being Venice : Lenny

## Théâtre et opéras
- 2017 : Medea, d’après Euripide, Odéon-Théâtre de l'Europe
- 2017 : Ibsen Huis (La Maison d'Ibsen), Festival d'Avignon
- 2017 : Les Trois Sœurs d’après Anton Tchekhov, Odéon-Théâtre de l'Europe
- 2019 : La Trilogie de la vengeance, Odéon-Théâtre de l'Europe
- 2016 : Die tote Stadt, opéra d'Erich Korngold, mise en scène à Bâle
- 2019 : La Traviata, opéra de Giuseppe Verdi, mise en scène à l'Opéra de Paris Garnier, avec Pretty Yende, Benjamin Bernheim et Ludovic Tézier[1].
- 2019 : Die tote Stadt, opéra d'Erich Korngold, mise en scène au Bayerische Staatsoper, avec Jonas Kaufmann et Marlis Petersen, direction Kiril Petrenko[2].